# Беларусь (видавництво)
Книжкове видавництво «Беларусь» — найстаріше білоруське книжкове видавництво. Заснована в січні 1921 року в Мінську (Білорусь). Випускає книги різноманітної тематики з історії, культури, країнознавства, етнографії та інших тем; в основному це повнокольорові ілюстровані видання, фотоальбоми. Також є науково-популярні, довідкові, наукові, літературно-художні, навчальні та інші видання. Щорічний випуск складає близько 100 найменувань загальним тиражем близько тисячі примірників.

## Загальні відомості
Видавництво «Беларусь» засновано відповідно до постанови ЦВК БРСР від 18 січня 1921 року («Про створення Державного видавництва Білорусі і централізації друкарської справи», яка була прийнята в січні 1921 року у відповідності з постановою ЦК КП(б)б від 29 січня 1920 року) як «Державне видавництво БРСР» на базі заснованого в 1920 році «Білоруського відділення Державного видавництва РРФСР»; з 1963 року має назву «Видавництво „Беларусь“», з 1980 — "Республіканське ордена Дружби народів видавництво «Беларусь», з 1997 по 2000 рік — Державне підприємство «Видавництво „Беларусь“». На основі його структурних підрозділів були створені видавництва «Народна асвета» — в 1951 році, «Урожай» — у 1961 році, «Художня література» — в 1972 році. У 1980 році видавництво було відзначено однієї з найвищих нагород того часу — Орденом Дружби народів. В 2002 році до його складу увійшли видавництва «Полум'я» та «Урожай».